# Giuseppe Rigolli
Giuseppe Rigolli (Castell'Arquato, 22 aprile 1915 – Fuentes de Ebro, 12 ottobre 1937) è stato un militare e aviatore italiano, decorato di Medaglia d'argento e Medaglia d'oro al valor militare alla memoria nel corso della guerra civile spagnola.

## Biografia
Nacque ad Castell'Arquato, provincia di Piacenza, il 22 aprile 1915. Dopo aver frequentato a Bibbiena un corso per radiotelegrafisti, si arruolò volontario nella Regia Aeronautica in qualità di aviere allievo sergente pilota nel luglio 1935. Inviato dapprima sull'aeroporto Campo della Promessa di Gallarate, in seguito alla scuola dell'aeroporto di Cameri dove alla fine del corso consegue il brevetto sull’aereo CA 100 (D.M.n. 5651). Nel mese di Luglio 1936 venne trasferito presso la Scuola di pilotaggio di Aviano specializzata nell’addestramento dei piloti da caccia. Vola sui velivoli BA25, CA102/4, A300/A, CR20, CR30. Viene promosso primo aviere pilota nel mese di ottobre, con anzianità 13 settembre. Ai primi di luglio del 1936 passò al 6º Stormo - 2 Gruppo - 151ª Squadriglia Caccia Terrestre di stanza sull'aeroporto di Campoformido allenandosi con la pattuglia acrobatica e si specializza nelle acrobazie in coppia e in formazione con velivoli CR32 , conseguendovi la promozione a sergente pilota nel mese di giugno ed esattamente un anno dopo, il 26 maggio 1937, fu assegnato all'Aviazione Legionaria ed inviato a combattere nella guerra di Spagna in servizio presso la 31ª Squadriglia C.T., 6 Gruppo (Leonello) allora equipaggiata con i caccia Fiat C.R.32.  Opera sul fronte di Santander fino al 15 agosto 1937 dove viene ferito in combattimento. Per l’azione gli viene riconosciuta la medaglia d’Argento al V.M. Dopo il periodo di convalescenza raggiunge a fine Settembre 1937 la 31ª Squadriglia ad Alfamen comandare da Cap.Borgogno . Cadde in combattimento il 12 ottobre 1937 a Fuentes de Ebro, e fu decorato con la medaglia d'oro al valor militare alla memoria.

### Fonti
1. 1 2 3 4  Combattenti Liberazione.
2. 1 2  Gruppo Medaglie d'Oro al Valor Militare 1965, p. 267.
3. 1 2  Ufficio Storico dell'Aeronautica Militare 1969, p. 112.
4. ↑  Medaglie d'oro al valor militare sul sito della Presidenza della Repubblica